# Cappella del Santissimo Sacramento (Sant'Agata)
La cappella del Santissimo Sacramento nella chiesa di Sant'Agata a Brescia è una cappella situata lungo la fiancata sud della chiesa, costruita a partire dalla metà del XVI secolo e ancora rimaneggiata nell'Ottocento.
Al suo interno sono conservate pregevoli opere sia pittoriche che scultoree, eseguite da numerosi artisti soprattutto a partire dal Seicento, tra i quali figurano Antonio Balestra, Giovanni Antonio Pellegrini, Giuseppe Tortelli, Pietro Marone, Domenico Corbarelli e Santo Calegari il Vecchio.

## Storia
Nel libro della Veneranda Scola del Santissimo Sacramento, attiva nella chiesa, al 22 settembre 1551 è registrata la proposta, avanzata da Giovanni Francesco Antegnati, intesa a trasferire l'altare del Santissimo Sacramento dalla parete nord alla parete sud dove, sfondando il muro e occupando una parte del cimitero che si trovava a margine della chiesa in quel punto, si poteva costruire una cappella. La soluzione progettata appariva senz'altro la migliore per fornire una degna collocazione all'altare, fino a quel momento molto costretto sulla parete nord, dove nemmeno si poteva aprire una cappella a causa della presenza, alle sue spalle, della canonica.
Il progetto, approvato senza problemi, risulta però ancora inattuato nel 1580: alla visita pastorale di san Carlo Borromeo l'altare risulta ancora nella posizione originale e anche il Borromeo ne rileva i difetti, ordinando che la nuova cappella già pianificata fosse costruita entro sei mesi. Un nuovo ostacolo viene però interposto da un tale Pietro Marchetti, abitante nelle immediate vicinanze della chiesa, che si oppone vivacemente e a più riprese al progetto poiché avrebbe oscurato alcune finestre della sua casa.
Trascorrono ancora molti anni, nei quali alcun cantiere viene aperto. Finalmente, nel 1598, ben quarantasette anni dopo la proposta dell'Antegnati, la Veneranda Scola elegge due confratelli "con l'incarico di far fabbricare la cappella" e, nell'ottobre dello stesso anno, vengono votate le due proposte avanzate da Pietro Marone e Girolamo Rossi per la nuova pala dell'altare, scegliendo all'unanimità quella del Rossi. La primitiva planimetria è ricostruibile tramite uno schizzo planimetrico seicentesco conservato nell'archivio parrocchiale, dove si vede la cappella a pianta quadrata coperta da una cupola semicircolare. All'altare viene installata la pala del Rossi, un Cristo nudo con la croce, affiancata ai due lati da un San Giovanni Battista e un Profeta Geremia del Moretto, due produzioni giovanili delle quali è ignota l'originale destinazione.
La situazione rimane sostanzialmente invariata per circa duecento anni: nel 1697, nelle carte della Scola, è registrata una dichiarazione secondo cui era necessario fabbricare un nuovo tabernacolo in marmo più altre modifiche all'altare. Nel giro di un decennio, però, il progetto di rifacimento del tabernacolo si evolve un vero rifacimento dell'intera cappella: nel 1707 viene deliberata l'integrale sostituzione dell'altare con uno nuovo, infine affidato a Domenico Corbarelli. A questo segue addirittura un documento in cui, redatta in ventidue capitoli, vengono precisati fino al dettaglio i lavori da compiersi. L'interno della cappella viene completamente ricomposto, sfondando i muri laterali per aggiungervi due nuovi settori: parallelamente, l'intero corpo dell'altare viene sostituito, tranne la mensa, e anche il rivestimento architettonico viene rielaborato.
Al completamento dei lavori, i rifacimenti si spostano sull'apparato decorativo, commissionando una nuova pala per l'altare ad Antonio Balestra e due tondi laterali a Giovanni Antonio Pellegrini. La tela di Girolamo Rossi va dispera e anche le due tele del Moretto vengono vendute alla collezione Lechi dalla stessa Scola.
Il cantiere si riapre nuovamente nella cappella nel 1889, quando il parroco Francesco Volpi commissiona ad Antonio Tagliaferri la riforma degli arredi e dei decori interni, portando l'ambiente all'aspetto attuale. L'intervento riguarda soprattutto gli stucchi e la disposizione delle tele nei due settori laterali e la cimasa dell'altare, che viene modificata in vari dettagli.

## Descrizione

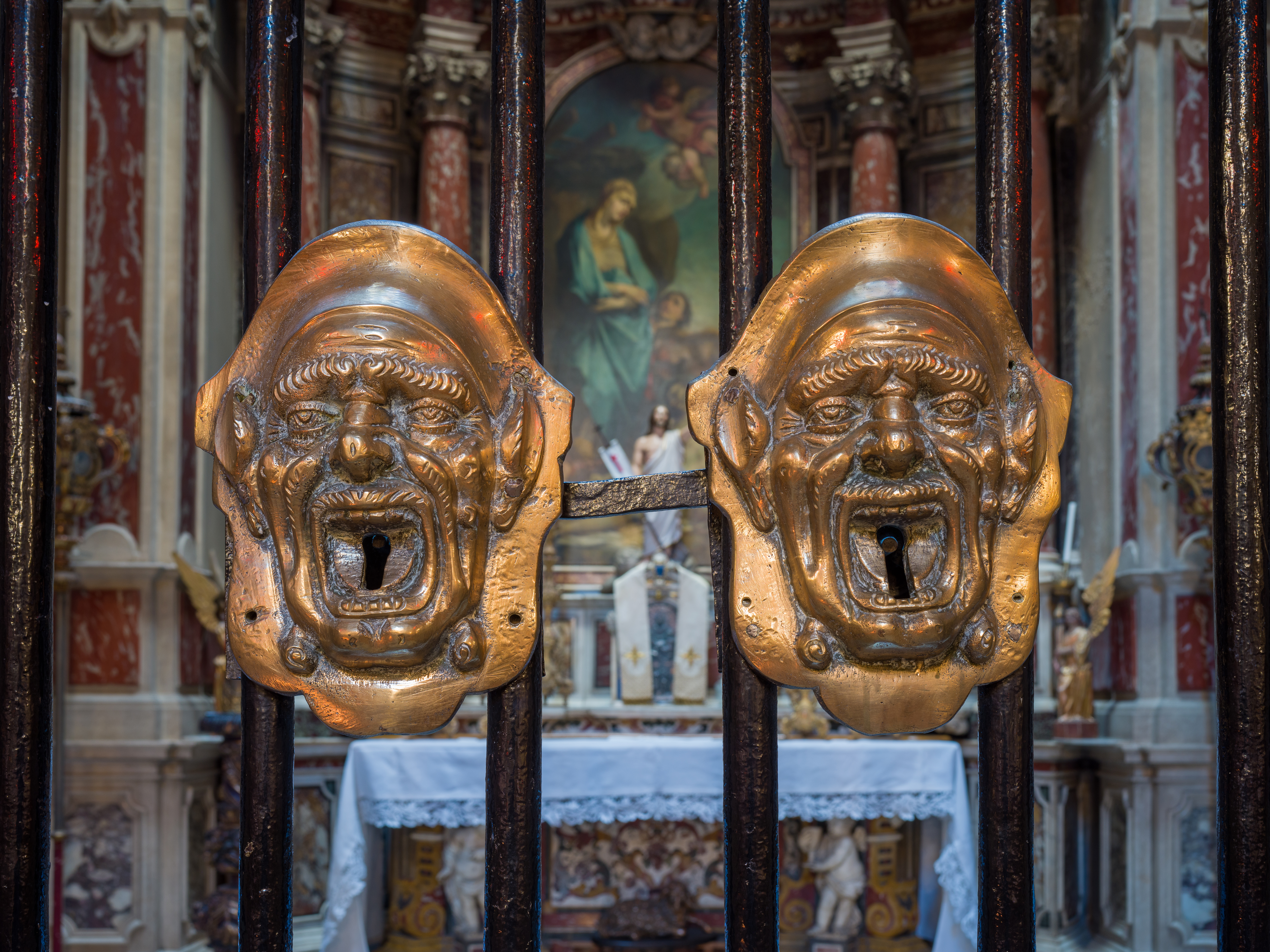
Mascheroni sulla cancellata.
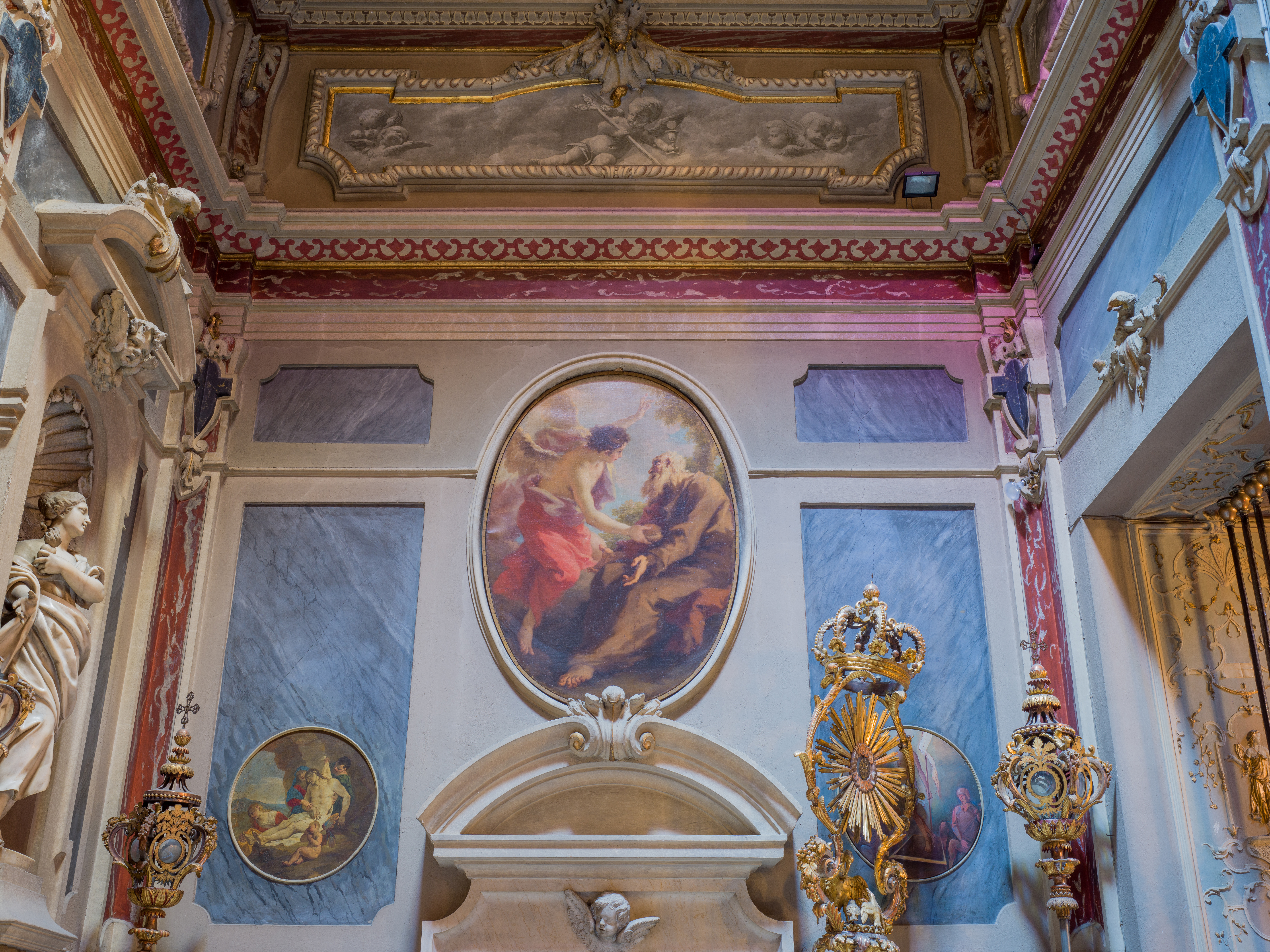
Elia e l'angelo di Giovanni Antonio Pellegrini.
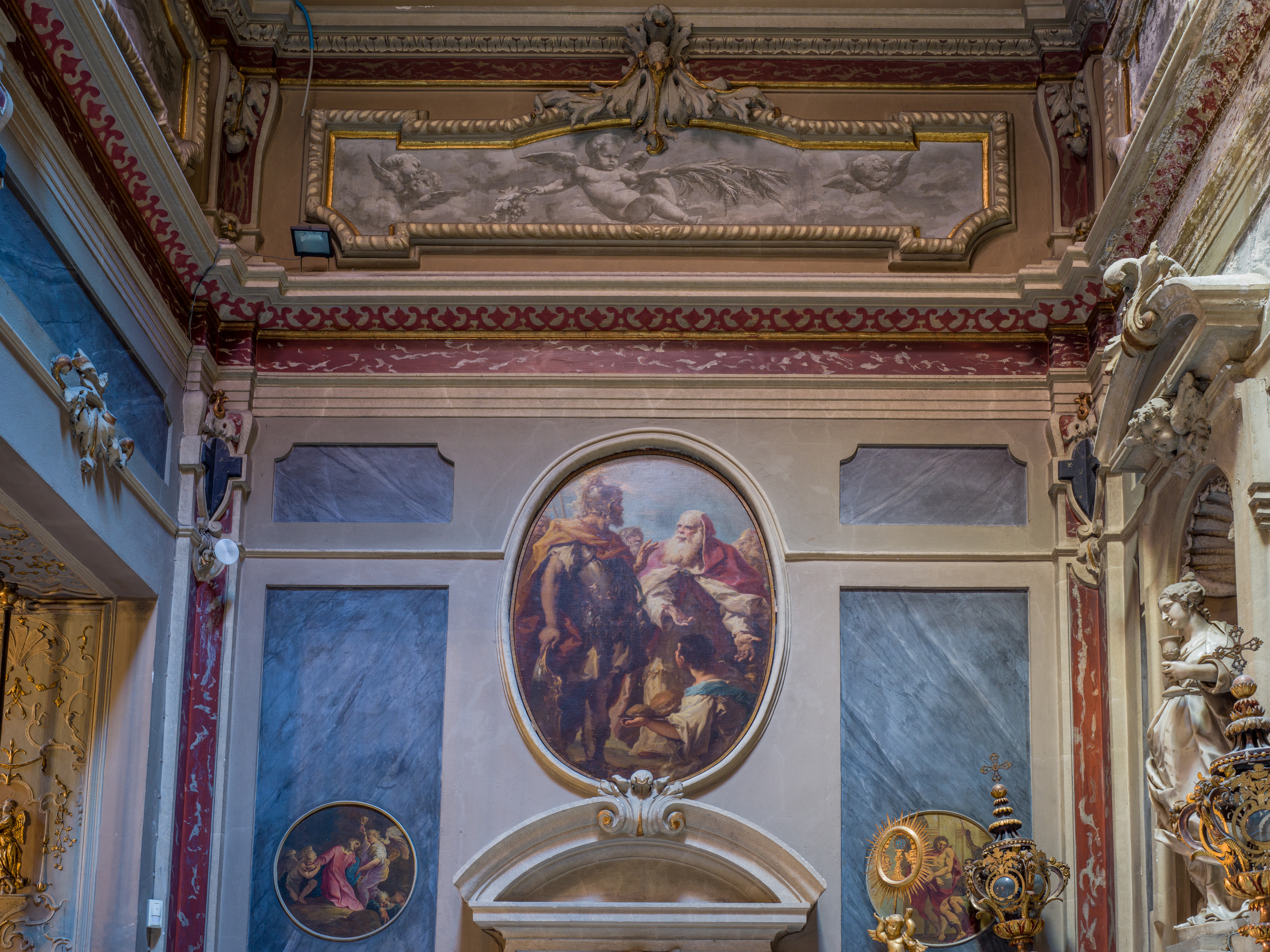
Davide e Achimelech di Giovanni Antonio Pellegrini.
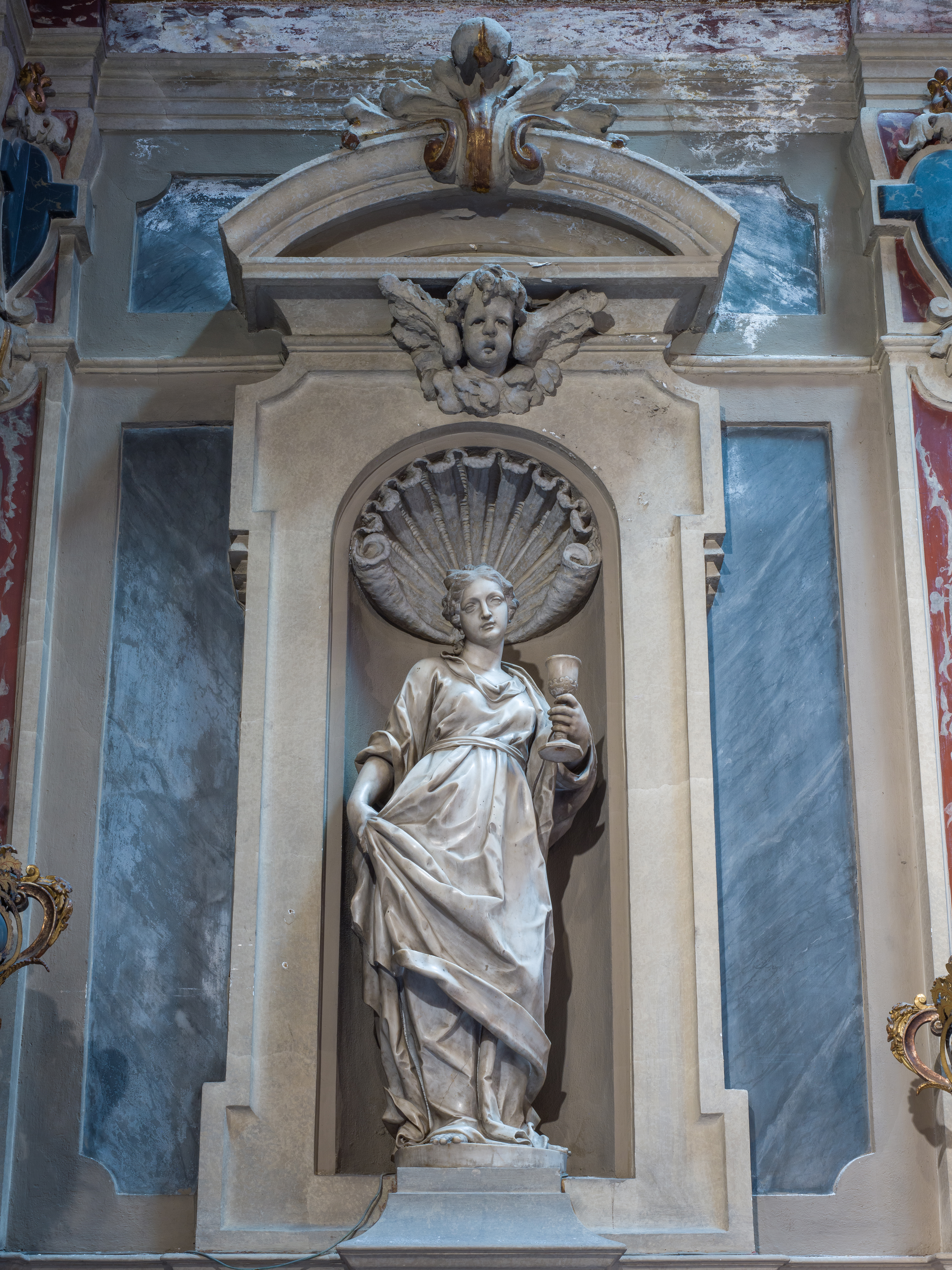
Allegoria della Fede.
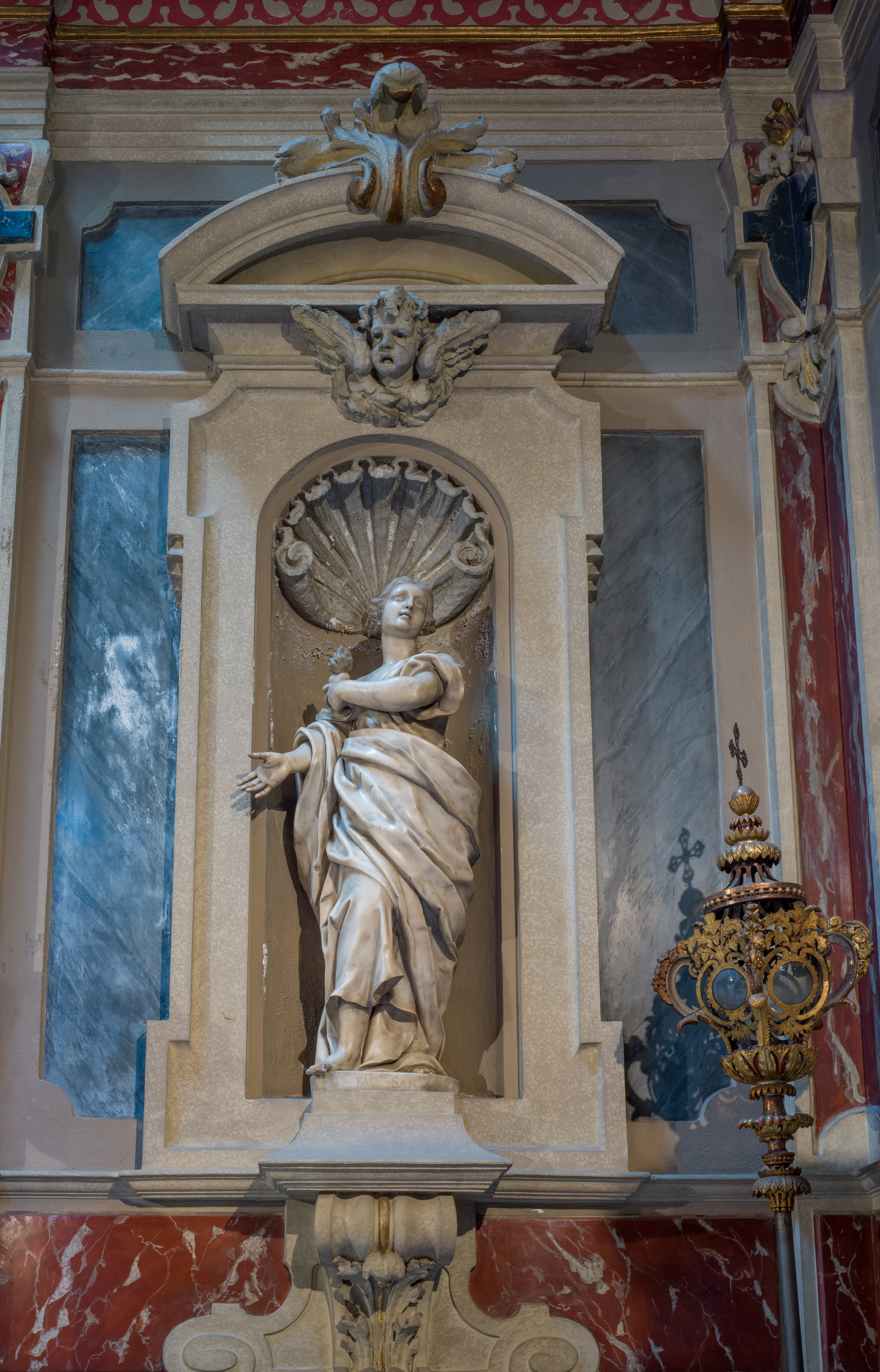
Allegoria della Carità.

La cappella, nel suo aspetto attuale, è sostanzialmente il risultato dell'intervento ottocentesco, che ha riformato la disposizione delle tele laterali e parte dell'altare. Non è noto, però, quali furono nel concreto le modifiche del Tagliaferri a causa della totale mancanza, nell'archivio parrocchiale, dei documenti al riguardo. Di conseguenza, è anche difficile stabilire l'aspetto precedente settecentesco, ricostruibile sommariamente solo attraverso i vari documenti di inizio Settecento relativi alle modifiche da apportare, prima citati.
Chiude la cappella una grande cancellata in ferro battuto con nodi in ottone, verosimilmente identificabile con la "ferata" che "doveasi aver cura di far fare all'altare del Corpus Domini" citata in un documento della Scola del 1631. Interessanti i due mascheroni, anch'essi in ottone, di soggetto insolito per una cappella. L'esterno, rimasto invariato, risale al Cinquecento ed è conformato a serliana su colonne di ordine corinzio, esattamente come tutti gli altri avancorpi degli altari della chiesa, realizzati contemporaneamente. I due riquadri laterali sono decorati dal Banchetto pasquale degli Ebrei e dall'Ultima cena dipinti ad affresco da Pietro Marone alla fine del Cinquecento. Sopra la balconata dell'avancorpo è presente un altro affresco del Marone con l'Apparizione di Gesù a san Tommaso.
All'interno domina la vista il grande altare centrale dalla ricca impalcatura architettonica, incassato in un'abside semicircolare. La mensa è più antica e risale al Seicento, compresi i due putti anteriori, molto raffinati, completata dal paliotto di Domenico Corbarelli decorato ad eleganti intarsi di fiori e uccelli. La parte superiore segue l'andamento curvilineo dell'abside e si compone di quattro colonne corinzie completate in sommità dalla ricca cimasa, rivista dal Tagliaferri, dove due angeli atteggiano al Padre Eterno centrale. Molto elegante anche il tabernacolo, arricchito da lapislazzuli e motivi ornamentali in bronzo. La pala dell'altare è la Vergine addolorata e Cristo morto di Antonio Balestra, importante e molto pregevole produzione del pittore veronese, risalente al 1724.
La parete di fondo della cappella è completata da due nicchie laterali all'altare entro le quali vi sono due statue raffiguranti la Fede e la Carità. La prima è la stilisticamente migliore tra le due, più aggraziata nelle forme, più fine nel volto e più equilibrata nell'impostazione. Non è noto l'autore, al contrario della Carità, firmata sul piedistallo da Santo Calegari il Vecchio. Dato che quest'ultima appare più formale e goffa, un poco retorica, è improbabile che entrambe provengano dalla mano del Calegari, ma in questo caso resta non precisata la paternità della Fede. La posizione delle due statue nelle nicchie e le nicchie stesse sono nuovamente opera del Tagliaferri.
Sulle due pareti laterali vi sono i due tondi di Giovanni Antonio Pellegrini con Davide riceve i pani da Achimelech e Elia confortato dall'angelo, dipinti di finissima fattura eleggibili a veri capolavori pittorici della cappella. Ad essi sono affiancati altri quattro tondi, di dimensioni inferiori, raffiguranti le Storie della vita di Gesù (Ecce homo, Gesù nell'orto, Deposizione e Resurrezione), fra i quali i primi tre sono attribuiti a Giuseppe Tortelli, mentre il quarto è opera di Oscar Di Prata ma è rimasto allo stadio di bozzetto.

## Opere già nella cappella
- Moretto, San Giovanni Battista, olio su tela, 1535 circa, Milano, Pinacoteca del Castello Sforzesco.
- Moretto, Profeta Geremia, olio su tela, 1535 circa, Milano, Pinacoteca del Castello Sforzesco.